# コロヨシ!!
『コロヨシ!!』は、三崎亜記による日本の小説（スポーツ小説）。
『野性時代』（角川書店）にて2008年7月号に第1話が掲載された後、8月号から2009年8月号にかけて隔月で計8回連載された。テーマは「自由と不自由」。同誌2010年4月号から2011年6月号まで続編「コロヨシ!! シーズン2」が連載され、2012年に『決起! コロヨシ!!2』が刊行された。
「掃除」が日本固有のスポーツとなった20xx年を舞台とした作品。
本作に登場する「この国（日本）」・「居留地」・「西域」といった世界観は、作者の過去の作品でも登場している。『失われた町』では主人公の桂子が居留地を訪れる様子が描かれる。

## あらすじ
20xx年、日本固有のスポーツ・掃除は、戦後の統治政策の一環で国の統制下に置かれていた。日本で「掃除」を表立ってできるのは、高校生活の3年間、部活動としてだけだった。
幼い頃から密かに掃除を続けてきた、西州第一自治区の高校生・藤代樹は、才能を持ち、新人戦で優勝という結果を残しながらも「ただの部活」だと冷めた態度でいた。だが翌年の夏の大会でエリート校の「掃除」を目の当たりにし、壮絶な敗北感を味わう。

## 登場人物

### 掃除部
藤代 樹（ふじしろ いつき）
西州第一自治区の高校2年生。州大会新人戦で優勝した掃除部のエース。
藤代家では「掃除」が禁句となっており、通常の意味でさえ使われることはない。掃除部に入っていることは妹の沙月しか知らず、親には「肩車スポーツ部」に入部していることになっており、そのことをネタに沙月から度々小遣いをせびられている。
夜はP/T「左舷能無」で顔を隠して添え舞いのバイトをしている。
高倉 偲（たかくら しのぶ）
高校1年生。新入生歓迎会での演舞で、動体視力に長けた部員にすら気づかれない早さで樹のミスをフォローした。その後、寺西に密かにスカウトされ、部員の誰も知らされないまま新人戦にエントリーし、独特な攻撃的な掃除を披露した。
5歳まで居留地で育ち、掃除の英才教育を受けてきた。異邦郭の武闘掃除の暫定王者。
山岸（やまぎし）
高校3年生。掃除部主将。
昼間は黒縁眼鏡に長髪をだらしなくたらした頼りない姿をし、夜になると眼鏡を外し髪をオールバックにし、頭脳明晰で眼光鋭い人格に変わる。
P/Tで調統師のバイトをしている。西原が緑香双樹に移ってからは、ウェストフィールドの代理店長を務めていたが、後に学校を休学し西原と居留地へ渡る。
訪先輩（ホウ）
3年生。西域からの留学生。普段から柄掃を頭の上に立てて歩く絶妙なバランス感覚の持ち主で「バランスの変人」の異名を持つ。「言いますよ、西域では、〜〜と。」と格言を言うのが口癖だが、ほとんどの人はその意味を理解できない。
原田先輩（はらだ）
3年生。掃除部マネージャー兼作戦参謀。
毎日、部費の通帳とにらめっこしている。家は蔡所。父親は寺西と知り合いで、2歳年上の兄も掃除部のOB。
小塚 尚美（こづか なおみ）
高校2年生。掃除部副部長。
言葉や動作におばさん臭さが漂う。5年前に母を亡くしており、3カ月前に父親が佐緒里の母親と再婚し、姉妹になった。
連載直前まで名前が「麻美」だったが、昔の作品に同じ名前の登場人物がいたことを思い出し変更された
小塚 佐緒里（こづか さおり）
高校2年生。旧姓・前田。身長145cm。シングルマザーだった母親が3カ月前に尚美の父親と再婚し、姉妹になった。
尚美とペアを組んでいたが、夏の大会当日に尚美が怪我をし、急遽永田とペアを組んだところ予想外の好結果を出す。
永田（ながた）
高校1年生。掃除部の新入生。身長190cm。中学時代は美術部所属だった。間延びした話し方をする。身長145cmの佐緒里とペアを組むことになり、凸凹コンビとなる。訪に「バランスがいい」と見初められる。
後藤 圭（ごとう けい）
高校1年生。掃除部の新入生。運動神経皆無。母親が山岸の母親と仲が良く、鍛えてやって欲しいと無理矢理入部させた。
大方の予想通り、掃除に関してはほとんど上達しなかったが、アーキテクトの欠点に気づき、復元競技の司令塔を務める尚美の後継者候補となる。
寺西（てらにし）
掃除部顧問。生物教師。突き出た腹が特徴的。「掃除」を知らない顧問として軽んじられているが、そうとは思えない数々の伝説があり、それらは「寺西マジック」と呼ばれる。

### その他
小山 大介（こやま だいすけ）
樹の同級生。召喚部所属。運動神経抜群で、中学時代はバレー部とバスケ部を掛け持ちし抜群の成績を残したが、高校では足を故障したという名目でどちらにも入部していない。身体がなまるからという理由で掃除部に「助っ人」として参加している。高校から掃除を始めたとは思えない腕前を有しており、幼い頃から掃除を続けていた樹が焦燥感を覚えるほど。コーヒー牛乳が大好き。
夏の大会出場後、夏休みの課外授業にも部活にも一切顔を出さなくなり、2学期には直轄校へ転校していた。
梨奈（りな）
樹の幼なじみ。生まれついての女王様気質の持ち主で、樹は何度となく理不尽な仕打ちを受けてきた。お嬢様学校に通っている。
学校は、たとえ兄弟であろうと許可なく異性と歩いてはならないなど厳しい校則があり、P/Tへの出入りなど言語道断である。
父親は接続会社の代表として認識されているが、何をしているのか全く分からない。西州の政財界ではその名を知らぬ者はいない大人物。
連載中は名前が「美奈」だったが、昔の作品に同じ名前の登場人物がいたことを思い出し刊行に際して変更された。
藤代 沙月（ふじしろ さつき）
樹の妹。梨奈と同じお嬢様学校に通っている。樹の部活を黙認する代わりに度々小遣いをせびる。
西原（さいばら）
カフェ・ウエストフィールドの店主。見る度に髪の色が変わる。ハンドルマスター「WF（ダブレフ）」としてP/Tで奏楽を行う。
かつてHM「B・T・C」として首都のP/Tの高殿で活躍していた。「都落ち」してきた理由は誰も知らない。
黒木先輩（くろき）
掃除部のOB。西原と同級生。全国大会準優勝という輝かしい戦績を持つ。
日登美（ひとみ）
カフェ・ウエストフィールドの常連で、煩雑時には店を手伝う女性。掃除部に救われた過去を持ち、その活動を応援している。
首都の大学の法曹学部卒。後に、西州新聞に就職し、マツリゴトの部署に配属される。
池田（いけだ）
国防省国家保安局管理官。七三に分けられた髪と三つ揃いのスーツがトレードマーク。
小石丸（こいしまる）
剣道や弓道の道具を扱う庫空堂の女主人。掃除道具も充実しており、その歴史にも精通している。原田蔡司とは夫婦で、掃除部のマネージャー・原田は実の娘だが、なぜか3人とも他人行儀な話し方をする。
牧田（まきた）
正国史（歴史）の教師。女性。なぜか樹に敵意をむき出しにしたような態度を取る。肩パッドの入った流行遅れの服を着て、おかっぱ頭のカツラを被っている。
樹の祖父
樹が3歳の頃に長物を与え、掃除の手ほどきをした。6歳の頃に姿を消す。
谷崎（たにざき）
「老師」と呼ばれる老人。樹の祖父と共に、寺西・池田の指導者を務めていた。
石祖開祖（せきそかいそ）
居留地のP/T「緑香双樹」の専属HM。顔の左半分は女性の化粧で髪も長いが、右半分は頭髪を剃ってあるため、外見で性別を判断できない。

## 用語

### 掃除
歴史
西域から交易の流れに従って、海を隔てた居留地を経て日本に伝播した。約800年前に西域からの渡来人によって始められたが、文化的背景や時期から、西域・居留地・日本ではそれぞれ別の形で発展した。
発祥の地である西域では当初は武術として発達したが、長い歴史を経て現在は複数の演者の群舞による式典舞踊としての色合いが濃く、アーティスティックスイミングのような舞い手同士の一糸乱れぬ動きと塵芥連係が妙とされる。
居留地では武術としての側面が色濃く残っており、対戦型の「武闘掃除」として発達し、地下賭博の対象になっている。但し、居留地政府はその存在を否定している。
日本では、近世に300年近く続いた閉鎖政策により、裁定士という審判が動きの美しさや技術を審査するという、西域とも居留地とも異なる「競技」の掃除へと発展を遂げた。

#### 掃除の種類
日本の掃除
40年前の戦後、戦勝国によって組織された暫定統治機構による政策の一環として、国技を持つ権利を剥奪され、国技と掃除は活動禁止スポーツに指定され、すべての資料や道具が没収された（焚書）。禁止された理由が不明で、掃除は表向きはスポーツだが、実際は暗殺用の秘伝の武術で「戦争で別の役割を担っていた」という噂が立ち上っては消えを繰り返している。戦後10年を機に、高校の部活動に限定して、純粋なスポーツとして復活したが、表向きには活動を禁じられたスポーツであり、国家保安局の管理下に置かれている。堂々と活動できるのは高校の部活動としての3年間だけであるが、そうするためにも保安局の特定管理スポーツ従事者名簿に登録しなければならない。「掃除」という言葉自体が忌避推奨語彙に指定されており、無理に電網検索にかけると州民IDに履歴が残るようになっている。
高校生以外の者が掃除をしていることが発覚すると年齢制限違反に、居留地や西域など日本以外の「他流」の掃除を無断で行うと要件制限違反などで罪に問われる。
ルール
基本的なルールは、敷舞台と呼ばれるフィールドの中で、長物を使い塵芥を回収する。約800年前、当時の朝廷が外国からの賓客を迎える際に、誤って整備していない議場へ招いてしまったところ、西域からの渡来者たちが機転を利かせて、演舞を行いながら議場を片付けたという故事に由来する。散らかった部屋を競い合うように美しい挙措で清めたのが始まりと言われる。
公式には以下の2つの形式が存在する。
散華の舞（さんげのまい）
芸術点、技術点を競うフリースタイル競技。シングルの「単舞い」（ひとえまい）とペアの「番舞い」（つがいまい）がある。塵芥軌道の美しさ（芸術点）と素早い動き（技術点）の2つのポイントで評価される。
裁定士による試合開始を告げる「勇み笛」が鳴ったら演舞者は「頃良し!」のかけ声をあげ、長物で塵芥を巻き上げ、舞いながら全ての塵芥を腰に着けた寄袋に回収する。全てを回収したら、「終舞!」と演舞終了を告げる。
ペア競技は、塵芥処理が適切でそれぞれの舞い手の動きが優れていても高い裁定は下されず、あくまで共に舞う2人の関わり合いが重視される。「被せ舞い」（サイド・バイ・サイドとも呼ばれる）という2人が全く同じ動きをする特有の技がある。通常は隣り合って披露される。
還立の舞（かえりだちのまい）
複雑に乱されたフィールドを規定時間内にどれだけ元の状態に「復元」できるか、速度と美しさを競う団体競技。散華の舞よりもフィールドが広い。
競技は4人1組で行われるが、その内の1人は司令塔としてフィールド外の取沙汰台に上って、全体の動きを見て指示を出す。
フィールドには2つのテーブル（饗応台）とその上に「不落」と呼ばれる決して落としてはいけない6本の瓶が置かれており、テーブルの汚れを落としつつ、瓶の位置の乱れを整えることが求められる。宛布（あてぬの）と呼ばれる腰帯に装置した布で汚れを落としながら塵芥処理をする。
大会前に、大会運営委員会から「復元」競技の状態写真が送付されてくる。司令塔の判断力はさることながら、現在の競技では試合前のコンピュータによる戦略構成能力も問われる。採点は、敷舞台をいかに正確に復元できたかと、その高校が代々受け継ぐ戦法をいかに継承し発展させているかも重要なポイントとなる。
評価点は、試合開始直後に巻き上げた塵芥の広がりの美しさや統一性、中でも最も重視されるのが、司令塔とフィールドの3人の連係とスムーズな試合運びができているかという点。塵芥の取りこぼし、テーブルの上の瓶を落とすこと、壁を蹴る行為、長物などの得物同士の触れ合いは最も大きな減点対象となる。
理論式数列で展開されている戦略構成基図（アーキテクト）は、それぞれの高校の戦い方を決定付ける門外不出の財産である。
華宴（はなうたげ）
遊び舞いとも言い、いわゆるエキシビション。奏楽に応じてダイナミックかつ軽快に「魅せ場」をつくることが求められる。試合で優勝した時や文化祭での活動報告などの場で披露される。
添え舞い（そえまい）
歓楽の場 (P/T) などでハンドルマスター (HM) の奏楽に合わせて行われる演舞。
居留地の掃除
武闘としての掃除には暗突（あんとつ）と呼ばれる三つ折りの長物が使われる。戦前は殺傷用の得物として使われたため、現在日本では使用禁止となっているが、居留地では入手が可能である。
試合には介添人（セコンド）が必要。前半10分、後半10分の2回行われ、総合審査点で勝敗が決定される。自陣・敵陣に分かれ、複数の塵芥を互いに投げ当て合う形で試合は進む。テニスや卓球のボールが複数の塵芥になったようなもの。それぞれ同じ持ち点から始まり、敵のフィールド内に塵芥を落としたり、敵に塵芥を接触させることができれば加点される。自陣フィールド内に落下した塵芥は、一定時間内に再び巻き上げないと減点される。フィールド外に落下した塵芥は「目審」（野球でいう塁審）によってフィールドに戻される。

#### 試合の種類
新人戦（しんじんせん）
2学期が始まってすぐに行われる1年生の大会。
浄舞の儀（きよめまいのぎ）
夏の大会。7月に4週に渡って開催される。塵芥処理の正確さを期すために風に対して非常に神経質で、窓は全て塞がれ、冷房も入れられないため、会場は蒸し風呂状態となる。
州大会（しゅうたいかい）
自治区大会の上位3名が出場権を得る。自治区大会は地元の体育館で行われるが、州大会以降は完全に封鎖された専用の会場で行われ、観客はもちろんチームメイトすら観戦はできない。また演舞者の則声以外、音声を発することが禁じられているため全て無言で進められる。上位5名が全国大会に進むことができる。

#### 試合用具・技術
フィールド（敷舞台）
広さは横8尋（ひろ）×縦5尋（1尋は約180cm）。部員たちが応援する場所を「物見座」と呼ぶ。
長物（ながもの）
掃除で塵芥を巻き上げ、演舞する際に使用する道具。使う人によって長さや太さはまちまちだが、身長の約1.2倍が理想的とされる。その速旋は素人が眼で追うことができないほどの速さ。塵芥を扱う先端部分は「差手」（さして）と呼び、その形状も演舞者によって様々。差手はアタッチメント方式になっている。
試合前には「監物（けんもつ）」と呼ばれる、得物の長さや重さをチェックする儀式がある。
塵芥（じんかい）
種子と呼ばれる本体と、浮挙（ウキアゲ）と呼ばれる3枚の羽根から成る。羽子板の羽根の原型。木製で1つの重さは約30g。
柄掃（つかばき）
箒によく似た道具。主に復元競技の脇付が使う。シングル・ペア競技では腰帯に装着し、長物との二刀流で使用することもできる。
宛布（あてぬの）
復元競技だけに用いられる。汚れを落としつつ塵芥処理するための布。敷舞台内の2つのテーブル（饗応台）の汚れを落とすのに使う。
寄袋（よせぶくろ）
腰に装着し、塵芥を回収する袋。
統声（とうせい）
復元競技で司令塔が指示を出す時に使う専用の則声。これ以外の言葉で指示を出すとを乱声（らんじょう）と言い、減点対象となる。

#### その他
裁定士（さいていし）
掃除の審判。総勢12名で、上級裁定士は濃紺の、残りの11人は濃緑のフェザールを着込み、顔を同色の面覆いで隠している。試合中の則声以外は言葉を発しようとせず、面の下の素顔も誰も見たことがない素性不明の集団。掃除の隠された歴史を唯一知る一族の末裔という噂もある。
自治区大会では一試合に3人、州大会以降は5人となる。裁定士補佐を「頼従」（らいじゅう）と呼ぶ。
国家保安局（こっかほあんきょく）
掃除の動向を監視している国家機関。掃除部にも定期的に査察に入り、興味を持って入部を考えている新入生はそれを見ると忽ち逃げ出してしまう。
胸に「治」の文字を象った徽章を付けている。「治」は戦前の旧称「治安護持局」の名残。
連絡会議（れんらくかいぎ）
各校の掃除部が密かに作った組織。査察の情報などを探る。秘密の会合のため、集合場所は暗号化された位置情報だけが送られる。
普舞殿（ふまいでん）
掃除専用の建物。西州には、第一自治区と第四自治区にしかない。普舞殿の中では試合中の則声以外、一切の音声が許されていない。
操典座（そうてんざ）
旧都に1つだけ残されている800年前の掃除用の舞台。掃除の全国大会で優勝した者だけが上がることができる。
ハンドルマスター
奏楽をハンドリングする人のこと。クラブのDJのようなもの。

### 世界観・地理
西州・第一自治区（せいしゅう・だいいちじちく）
樹たちが住む地域。未成年が他の州に渡るには、親がサインした渡航申請書が必要となる。
居留地（きょりゅうち）
独特の宗教的ともいえるしきたりや因習があり、年の3分の1近く「飛行機が飛んではならない日」がある。居留地からの移民の8割は異邦郭に住む。居留地へ渡るには、渡航者は「星回り」を調べられ、それが悪ければ渡航許可が下りない。
異邦郭（いほうかく）
街の西方の海沿いに位置する。過去2度の大戦の際に、戦禍を逃れて居留地から渡ってきた人々によって形成されたコロニーを起源としている。居留地の文化が息づく場所として、街を代表する観光地になっている。日本の居留地民の約8割が住んでいる。
南玉壁（なんぎょくへき）
居留地にある、犯罪者の巣窟と呼ばれる場所。
カフェ・ウエストフィールド
西原が店主を務めるカフェ。掃除部の第二の部室と化している。「学生服出入り禁止」という掟があり、一度帰るか私服を持ってくるなどして集合する。店が混む時間帯には、部員たちは店の裏手の倉庫に移動する。茶葉は居留地から直接買い付けている。
ピュア・トラッド (PURE TRAD)
通称・P/T。アルコールや合法調薬（ナチュラル）を提供する「茶廊（サロン）」、ハンドルマスター (HM) の奏楽でスパイラルする「ゾーン」、高級会員専用のクローズドの空間「廓（ク・ル・ワ）」から成る。廓にどれだけVIPの客が付くかにP/Tの成功の可否がかかっている。迎賓（ゲーヒン）は「廓人（クルワビト）」と呼ばれる。高校生は入場禁止。
左舷能無（サゲン・ノーム）
繁華街の裏手にあり、常連客が多い。樹がバイトをしている店。
右舷能無（ウゲン・ノーム）
新市街にあり、観光客が大半を占める。
海都冥都（カイト・メート）
樹が住む西州第一自治区に初めてできたP/T。黒木が添え舞いをしていた。5年前に官憲によって突如営業が取り消され、強制廃墟化の措置が取られたが、一向に廃墟化の兆しが見えず、補修さえ行われている様子。
政府直轄校（せいふちょっかつこう）
州政府が直接運営・管理する学校。一般の公立校や私立校とは全く別のカリキュラムと教育方針で運営されている。全国に30校ある。歴代の「操典座に上がった者」の指導を受けているため、掃除の競合校でもあり、過去30年間、掃除の試合では直轄校のいずれかが優勝してきた。
掃除の大会には、自治区大会出場を免除され、無条件で州大会から出場できる。控え室も一般校とは違う部屋が用意されている。
緑香双樹（ロッカ・ソージュ）
居留地の最高級P/T「不訪滅灯」と呼ばれる一大歓楽街の中央に位置する。専属HM「石祖開祖」がいる。
日本でも、居留地資本によって海都冥都の建物が緑香双樹へ改装される。
強制廃墟（きょうせいはいきょ）
建物の基礎部分に廃墟促進剤が塗られ、一般市民は「自己責任の範囲において」建物内に侵入して破壊行動をする「廃墟化に寄与する」自由が認められている。2年ほどで跡形もなく崩れ去る。一般的に、廃墟化が完了した土地は更地にされ、州政府によって競売にかけられる。
合法調薬（ナチュラル）
含有度にP1からP5までの段階がある。P1が最もきつく（硬響い）、P5が最も弱く（柔響）、山岸曰わくお子様向け。
強化誘因剤（ハイ・ポジション）
俗称「クラッシュ」。日本では使用が禁じられている違法薬物。身体・精神面での負荷が多大であるとして、日本国内では生産・輸入・流通が禁止されている。異邦郭を通じた裏ルートでは入手できるとの噂があり、居留地のP/TではHMや客賓（マロード）の感覚を限界まで引き上げるために多用されている。
「上品な腐敗臭」とも形容される麝香のような奥深い香りで、幻覚作用がある。
不聞院（ふもんいん）
原田の実家である蔡所（さいじょ＝寺）。掃除部の夏の合宿が行われる。蔡所の住職を「蔡司」と呼ぶ。
世界体育祭（せかいたいいくさい）
5年に一度、全世界のスポーツ選手が一堂に会して技を競い合う。
西州時報（さいしゅうじほう）
西州の老舗新聞社。
接続会社（コネクション）
人・モノ・企業など様々な事象を文字通り「接続」（コネクト）する仲介業で利益を得る組織。

### 掃除以外の部活動
召喚部（しょうかんぶ）
古来より伝わる教本や即応書によって万象様々なものを「召喚」する。「召喚」された「何か」は実体があるわけではないため、その場に生じる現象から何が「召喚」できたかを類推する。典雅ではあるがいかがわしくもあるため、学校側は承認していない。非公認に細々と活動している。
肩車スポーツ部（かたぐるまスポーツぶ）
総合スポーツ系の部活。肩車をした2人1組で様々なスポーツに挑戦する。男女の密着を期待して部員が集まる部として他の部からは軽蔑されている。樹は家ではこの部に入って肩車バスケをしていることになっている。肩車する方を「土台者」、肩車される方を「浮撃手」（ふげきしゅ）と呼ぶ。
肩車バスケ（かたぐるまバスケ）
肩車スポーツの一種。土台者と浮撃手、それぞれがボールをゴールに入れれば加点されるが、土台者と浮撃手のゴールが異なるため、2人の連係プレーが必要となる。
跳び剣部（とびけんぶ）
竹刀より若干長めの模擬剣を手に戦う対戦型の競技。特殊なバネがついた靴を履いて最大3mほど跳びはねながら対戦する。地面に足がついた状態での攻撃が禁じられている。

### 日本に関する物事
相撲（すまい）
旧国技。古くは「棒舞い」と呼ばれた掃除に対して、棒（長物）を使わずに素手で行われるため「素舞い」から転じたとされる。どのような競技だったのかはタブーとされている。戦争中に行った国域拡大に相撲が関わっていたという暗い歴史を持つ。かつて居留地を占領した際に、文化融合という位置付けで行っていた。

### 居留地に関する物事
区界結鎖（くかいけっさ）
人為的に「世界を切り分ける」技術。日本ではとうの昔に失われてしまったが、居留地では今でも脈々と人々の生活に息づいている。強化誘因剤と併用すると「区界」を世界から完璧に切り離すことができる。
陽族・陰族（ようぞく・いんぞく）
居留地では血縁関係にある家族を「陽族」、それとは別のつながりを持った人を「陰族」と呼ぶ。陰族のつながりは生まれ落ちた星巡りによって定められている。
統率者（とうそつしゃ）
居留地で、必ず従わなければならない人物。陰族における「統率者」の命令は絶対で、両親や恋人を殺せという命令でも従わねばならないと噂がある。
過越し（すぎこし）
西域、居留地の暦で、新年を迎える儀式。この期間は日本の異邦郭も安息日となるため、店は閉まり、観光客もいなくなり、ゴーストタウンのようになる。